# Étienne Lamotte
Étienne Paul Marie Lamotte (* 21. November 1903 in Dinant; † 5. Mai 1983 in Brüssel) war ein belgischer Indologe, Professor für Griechisch an der Katholischen Universität Löwen und Priester.
Lamotte studierte zunächst bei Louis de La Vallée-Poussin und erschloss später zahlreiche forschungsrelevante Texte der Buddhismusforschung, deren Systematisierung von ihm vorangetrieben wurde. Letzteres wurde durch seine Kenntnisse in den wichtigsten Sprachen seines Fachgebiets – Pali, Sanskrit, Chinesisch und Tibetisch – begünstigt. Der Gelehrte war zu Lebzeiten eine der wichtigsten und nach seinem Tod 1983 weiterhin vielfach rezipierte Autoritäten der europäischen Buddhismusforschung.
Die Académie royale de Belgique nahm ihn 1951 als korrespondierendes Mitglied auf, 1959 wurde er volles Mitglied. 1970 wurde er zum korrespondierenden Mitglied der British Academy und 1972 der Göttinger Akademie der Wissenschaften gewählt.

## Werke (Auswahl)
- Le traité de la grande vertu de sagesse de Nāgārjuna (Mahāprajñāpāramitāśāstra) Bd. 1 (1944).
- Le traité de la grande vertu de sagesse de Nāgārjuna (Mahāprajñāpāramitāśāstra) Bd. 2 (1949).
- Histoire du bouddhisme indien (1958). Übersetzt ins Englische als The History of Indian Buddhism 1988.
- Mañjuśrī in T'oung Pao, Zweite Serie, Bd. 48, Nr. 1/3 (1960), S. 1–96.
- The Spirit of Ancient Buddhism (1961).
- The Teaching of Vimalakirti (Vimalakīrtinirdeśa) (1962) (Pali Text Soc. übersetzt 1986).
- Le traité de la grande vertu de sagesse de Nāgārjuna (Mahāprajñāpāramitāśāstra) Bd. 3 (1970).
- Le traité de la grande vertu de sagesse de Nāgārjuna (Mahāprajñāpāramitāśāstra) Bd. 4 (1976).
- Le traité de la grande vertu de sagesse de Nāgārjuna (Mahāprajñāpāramitāśāstra) Bd. 5 (1980).
- Karmasiddhi Prakarana, English trans. Leo M. Pruden 1988.
- Suramgamasamadhisutra, the Concentration of Heroic Progress, Curzon Press 1998.